# Luca Majocchi
Luca Majocchi (né le 24 mai 1959 à Monza, Lombardie) est un dirigeant d'entreprise italien, administrateur délégué depuis 2003 de la maison d'édition d'annuaires Seat Pagine Gialle, cotée à la Bourse de Milan.

## Biographie
Diplômé de Physique, titulaire d'un mastère en ingénierie de gestion de l'École polytechnique de Milan et en administration des entreprises de la McKinsey and Co, Luca Majocchi commence sa carrière comme chercheur au Consiglio nazionale delle ricerche (Centre national de recherches) — l'équivalent italien du CNRS français — de 1982 à 1986.
En 1987, il entre chez Pirelli, dans le département Informatique, comme responsable des systèmes informatiques avancés. Ensuite, il rejoint le secteur du câble jusqu'en 1990.
En qualité d'associé d'abord, puis de directeur d'études, il travaille de 1991 à 1996 pour la société de conseil McKinsey.
À partir de 1996, il intègre le Crédit italien, à un poste particulièrement élevé alors qu'il n'a pas encore 40 ans, à la direction de la Banque privée, comme codirecteur central, puis directeur central, pour finalement exercer la fonction de directeur général à seulement 40 ans. Il fut alors le promoteur des premiers systèmes de compte courant en Italie « Genius » (pour les particuliers) et « Imprendo » (destiné aux entreprises), qui font encore aujourd'hui la fierté de la banque. En 2000, il rejoint la maison-mère Unicredit, premier groupe bancaire italien, au poste de directeur général adjoint, et après avoir mené à bien le plan de redressement « S3 », qui aboutit à la naissance des trois divisions actuelles du Groupe (« Unicredit Banque Privée », « Unicredit Banque d'Affaires » et « Unicredit Banque »), il devient en 2003 administrateur délégué de Unicredit Banque, la banque de détail du groupe avec plus de 2 750 succursales en Italie.
En août 2003, il a rejoint la société turinoise Seat Pagine Gialle, éditrice des annuaires PagineGialle (l'équivalent des Pages jaunes en France), leader européen dans le domaine des annuaires.